# Gran Premio Industria y Artigianato-Larciano 2021
La 43.ª edición de la clásica ciclista Gran Premio Industria y Artigianato-Larciano fue una carrera en Italia que se celebró el 7 de marzo de 2021 con inicio y final en la ciudad de Larciano sobre un recorrido de 193,4 kilómetros.
La carrera formó parte del UCI ProSeries 2021, calendario ciclístico mundial de segunda división, dentro de la categoría UCI 1.Pro y fue ganada por el belga Mauri Vansevenant del Deceuninck-Quick Step. Completaron el podio, como segundo y tercer clasificado respectivamente, el neerlandés Bauke Mollema del Trek-Segafredo y el español Mikel Landa del Bahrain Victorious.

## Equipos participantes
Tomaron parte en la carrera 25 equipos: 9 de categoría UCI WorldTeam invitados por la organización, 10 de categoría UCI ProTeam, 5 de categoría Continental y la selección nacional de Italia. Formaron así un pelotón de 169 ciclistas de los que acabaron 114. Los equipos participantes fueron:
| WorldTeams (9)- Astana-Premier Tech - Bora-Hansgrohe - Bahrain Victorious - Deceuninck-Quick Step - Ineos Grenadiers - Intermarché-Wanty-Gobert Matériaux - Movistar Team - Team BikeExchange - Trek-Segafredo ProTeams (10)- Androni Giocattoli-Sidermec - Arkéa-Samsic - Bardiani CSF Faizanè - Caja Rural-Seguros RGA - Delko - Eolo-Kometa - Euskaltel-Euskadi - Gazprom-RusVelo - Team Novo Nordisk - Vini Zabù Equipos continentales (5)- Beltrami TSA-Tre Colli - Team Colpack-Ballan - General Store Essegibi F.lli Curia - Giotti Victoria-Savini Due - Mg.k Vis VPM Equipo nacional- Italia |
| |

## Clasificación final
- Las clasificaciones finalizaron de la siguiente forma:[3]

| \| Clasificación general \| Clasificación general \| Clasificación general \| Clasificación general \| Clasificación general \| \| Ciclista \| Ciclista \| Equipo \| Tiempo \| \| \| --------------------- \| --------------------- \| --------------------- \| --------------------- \| --------------------- \| \| 1.º \| Mauri Vansevenant \| Deceuninck-Quick Step \| 4 h 26 min 26 s \| \| \| 2.º \| Bauke Mollema \| Trek-Segafredo \| + 0 s \| \| \| 3.º \| Mikel Landa \| Bahrain Victorious \| + 0 s \| \| \| 4.º \| Nairo Quintana \| Arkéa-Samsic \| + 0 s \| \| \| 5.º \| Ide Schelling \| Bora-Hansgrohe \| + 3 s \| \| \| 6.º \| Gianluca Brambilla \| Trek-Segafredo \| + 4 s \| \| \| 7.º \| Carlos Rodríguez \| Ineos Grenadiers \| + 11 s \| \| \| 8.º \| Alejandro Valverde \| Movistar Team \| + 16 s \| \| \| 9.º \| Edward Dunbar \| Ineos Grenadiers \| + 16 s \| \| \| 10.º \| Vincenzo Nibali \| Trek-Segafredo \| + 16 s \| \| |                    |                       |                 |
| |                    |                       |                 |
| Fuente: ProCyclingStats |                    |                       |                 |
| Clasificación general |                    |                       |                 |
| Ciclista | Ciclista           | Equipo                | Tiempo          |
| 1.º | Mauri Vansevenant  | Deceuninck-Quick Step | 4 h 26 min 26 s |
| 2.º | Bauke Mollema      | Trek-Segafredo        | + 0 s           |
| 3.º | Mikel Landa        | Bahrain Victorious    | + 0 s           |
| 4.º | Nairo Quintana     | Arkéa-Samsic          | + 0 s           |
| 5.º | Ide Schelling      | Bora-Hansgrohe        | + 3 s           |
| 6.º | Gianluca Brambilla | Trek-Segafredo        | + 4 s           |
| 7.º | Carlos Rodríguez   | Ineos Grenadiers      | + 11 s          |
| 8.º | Alejandro Valverde | Movistar Team         | + 16 s          |
| 9.º | Edward Dunbar      | Ineos Grenadiers      | + 16 s          |
| 10.º | Vincenzo Nibali    | Trek-Segafredo        | + 16 s          |

## UCI World Ranking
El Gran Premio Industria y Artigianato-Larciano otorgó puntos para el UCI World Ranking para corredores de los equipos en las categorías UCI WorldTeam, UCI ProTeam y Continental. Las siguientes tablas muestran el baremo de puntuación y los 10 corredores que obtuvieron más puntos:
| Posición              | 1.º | 2.º | 3.º | 4.º | 5.º | 6.º | 7.º | 8.º | 9.º | 10.º | 11.º | 12.º | 13.º | 14.º | 15.º | 16.º-30.º | 31.º-40.º |
| Clasificación general | 200 | 150 | 125 | 100 | 85  | 70  | 60  | 50  | 40  | 35   | 30   | 25   | 20   | 15   | 10   | 5         | 3         |

| Clasificación |                    |                       |         |
| Posición      | Ciclista           | Equipo                | General |
| ------------- | ------------------ | --------------------- | ------- |
| 1.º           | Mauri Vansevenant  | Deceuninck-Quick Step | 200     |
| 2.º           | Bauke Mollema      | Trek-Segafredo        | 150     |
| 3.º           | Mikel Landa        | Bahrain Victorious    | 125     |
| 4.º           | Nairo Quintana     | Arkéa Samsic          | 100     |
| 5.º           | Ide Schelling      | Bora-Hansgrohe        | 85      |
| 6.º           | Gianluca Brambilla | Trek-Segafredo        | 70      |
| 7.º           | Carlos Rodríguez   | INEOS Grenadiers      | 60      |
| 8.º           | Alejandro Valverde | Movistar              | 50      |
| 9.º           | Edward Dunbar      | INEOS Grenadiers      | 40      |
| 10.º          | Vincenzo Nibali    | Trek-Segafredo        | 35      |